# Ампелография
Ампелография (от гръцки: αμπελος – „грозде“ и γράφος – „пиша“) се нарича науката, която се занимава с изучаване и описване на видовете и сортовете лози, както и на процеса на изменението им под влиянието на околната среда и целенасочената дейност на човека.
Обект на ампелографията е семейство Лозови (Vitaceae), което наброява около 600 вида, като само от Евроазиатската лоза Vitis vinifera има над 20 000 сорта, от които не повече от 200 имат промишлено значение.
За основоположник на ампелографията се счита немският лекар и естествоизпитател Филип Яков Сакс.
Ампелографията се дели на обща и частна. Общата третира систематиката, класификацията и произхода на видовете и сортовете лози, а частната – ботаническата им характеристика, стопанските им качества и методите за тяхното разпознаване.
Изучавайки подробно биологичните свойства, морфологичните признаци и технологичните качества на сортовете лози, апелографията решава следните въпроси:
- районирането на лозовите насаждения,
- сортов състав за промишлени насаждения,
- необходимата агротехника за съответния сорт.
- селекция на[лозата.

## Лози в България

### Традиционни сортове лози
- Гъмза
- Памид
- Мискет червен
- Шевка
- Широка мелнишка лоза
- Димят
- Болгар
- Чауш
- Мавруд

### Чуждестранни сортове лози
- Каберне Совиньон
- Мерло
- Совиньон блан
- Юни блан
- Сензо
- Пино ноар
- Шардоне
- Траминер
- Мускат Отонел
- Ризлинг

### Лози от българска селекция
Бели десертни сортове по реда на тяхното узряване:
- Май 10
- Плевен 1
- Супер ран Болгар
- Юбилей
- Мискет тракийски
- Янтър
- Армира
- Мечта
- Май 3
- Плевен
- Бисер юлски (I-4)
- Кондарев
- Верен
- Надежда
- Свежест
- България
- Тракия
- Чауш х Болгар
- Приста
- Мискет пловдивски
- Биляна
- Май
- Брестовица
- Загоре
- Диана
- Русенско едро
- Наслада
- Войводиново
- Ряхово
- Петричка есен